# Gisela Storch-Pestalozza
Gisela Storch-Pestalozza (* 17. Juli 1940 bei Hamersleben) ist eine deutsche Kostümbildnerin. Sie war für Theater und Film tätig und arbeitete mit Autorenfilmern wie Ulrike Ottinger und Werner Herzog zusammen.

## Leben und Wirken
Gisela Storch-Pestalozza absolvierte eine Lehre in einem Haute-Couture-Salon in Hannover und besuchte anschließend die Deutsche Meisterschule für Mode in München. An der Hamburgischen Staatsoper machte sie ein Praktikum. Anschließend war sie ab 1962 als Gewandmeisterin am Schauspielhaus Hamburg und an der Landesbühne Hannover tätig, von 1974 bis 1982 an der Schaubühne am Halleschen Ufer und am Lehniner Platz in Berlin. Peter Stein, B. K. Tragelehn und Hans Neuenfels gehören zu den Theaterregisseuren, mit denen sie zusammenarbeitete.
Ab Anfang der 1980er-Jahre entwarf sie für Ulrike Ottingers Film- und Bühnenwerke artifizielle, fantasievolle Kostümbilder. Für Johanna d’Arc of Mongolia verwandte sie nach mehreren Recherche-Reisen in die Mongolei alte mongolische Schnittmuster. Kostüme, die sie für Werner Herzogs Filme schuf, sind heute in mehreren Filmmuseen weltweit erhalten. Die Künstlerin gehörte neben Thomas Mauch und Henning von Gierke zu Herzogs engem Mitarbeiterkreis. Sie zeichnete bis auf den Film Aguirre, der Zorn Gottes für die Kostüme aller Herzog-Produktionen mit Klaus Kinski verantwortlich – und ebenso für die Kostüme in Kaspar Hauser (1993) und Herz aus Glas. Storch-Pestalozzas Arbeit zeichnet sich durch einen formalen Stilwillen aus, wobei es ihr  gelingt, die Inhalte zu verdichten und die Charaktere der Figuren zu unterstreichen, um ihnen Stärke, Glanz und Poesie zu vermitteln.
Die Deutsche Kinemathek bewahrt in ihren Archiven textile Arbeiten der Kostümbildnerin Gisela Storch-Pestalozza auf.

## Kostüme für Film/Fernsehen
- 1974: Der Räuber Hotzenplotz
- 1974: Jeder für sich und Gott gegen alle
- 1976: Herz aus Glas
- 1978: Nosferatu – Phantom der Nacht
- 1979: Woyzeck
- 1980: Die Kinder aus Nr. 67 oder Heil Hitler, ich hätt gern 'n paar Pferdeäppel…
- 1982: Fitzcarraldo
- 1982: Magdalena (Fernsehfilm)
- 1981: Die Grenzgängerin
- 1984: Dorian Gray im Spiegel der Boulevardpresse
- 1984: Versteckt
- 1986: Sieben Frauen – Sieben Sünden (1. Episode: Superbia-Der Stolz)
- 1987: Cobra Verde
- 1988: Anita – Tänze des Lasters
- 1989: Johanna d’Arc of Mongolia
- 1989: Berlin-Jerusalem (über Else Lasker-Schüler)[1]
- 1991: Transit
- 1992: Kinderspiele (Fernsehfilm)
- 1992: Intolleranza 1960 (Theateraufzeichnung)
- 1998: Fidelio (Theateraufzeichnung)
- 2002: Ester – ein Purimspiel in Berlin (Dokumentarischer Kurzfilm)
- 2002: Südostpassage (Dokumentarfilm)
- 2004: Zwölf Stühle
- 2007: Boxing Jesus
- 2007: Hello Goodbye
- 2008: Geliebte Clara
- 2008: Anhalter (Kurzfilm)
- 2009: Still Moving  (Kurzfilm)
- 2012: Sehen wir uns nicht in dieser Welt… (Kurzfilm)

## Kostüme für Theater/Oper (Auswahl)
- 1980: Tartuffe (Molière), Regie: B. K. Tragelehn, Schauspiel Frankfurt
- 1981: Medea, Türkenprojekt, Schaubühne am Lehniner Platz, Berlin
- 1983: Ferhad und Schirin, (Nâzım Hikmet), Regie: Tuncel Kurtiz, Schaubühne am Lehniner Platz, Berlin
- 1984: Der Menschenfeind (Molière), Regie: B. K: Tragelehn, Cuvilliés-Theater, München
- 1984: Vermeer et Spinoza (Gilles Aillaud), Regie: Jean Jourdheuil und Jean-Francois Peret, Théâtre Gérad Philippe de Saint-Denis, Paris
- 1985: Die schmutzigen Hände (Jean-Paul Sartre), Regie: Heribert Sasse, Schiller-Theater, Berlin
- 1985: Tod eines Handlungsreisenden (Arthur Miller), Regie: Gerhard Klingenberg, Schiller-Theater, Berlin
- 1985: Pietro Aretino (Jean Jourdheuil, Jean-Francois Peret, Titina Maselli), Regie: Jean Jourdheuil und Jean-Francois Peret, Théâtre national de Strasbourg und Comédie de Genève
- 1986: Savannah Bay (Marguerite Duras), Regie: Heribert Sasse, Schiller-Theater, Berlin
- 1986: Zur schönen Aussicht (Ödön von Horvath), Regie: G. H. Seebach, Schiller-Theater, Berlin
- 1986: Aloen (Athol Fugard), Regie: Sigrid Wiegenstein, Schlosspark Theater, Berlin
- 1987: Gefährliche Liebschaften (Christopher Hampton), Regie: G.H. Seebach, Schlosspark Theater, Berlin
- 1987: Beethovens Zehnte (Peter Ustinov), Regie: Kurt Hübner, Schiller-Theater, Berlin
- 1988: La route de Chars (Wolokolamsker Chaussee) von Heiner Müller, Regie: Jean Jourdheuil und Jean-Francois Peret, am MC 93 Bobigny, Paris
- 1989: Les Sonnets (William Shakespeare), Regie: Jean Jourdheuil und Jean-Francois Peret, am Théâtre de la Bastille, Paris
- 1989: La Musica Zwei (Marguerite Duras), Regie: G.H. Seebach, Schiller-Theater Berlin
- 1989: Verkommenes Ufer – Medea-Material Landschaft mit Argonauten (Heiner Müller), Regie: B. K. Tragelehn, Düsseldorfer Schauspielhaus
- 1990: Die Hamletmaschine (Heiner Müller), Regie: Jean Jourdheuil und Jean-Francois Peret, am MC 93 Bobigny Paris, Festival Avignon 1991
- 1991: Tristan und Isolde – Erster Akt (Richard Wagner), Regie: Eberhard Kloke und Horst Neumann,  Messehalle 7, Leipzig und Jahrhunderthalle Bochum
- 1992: Intolleranza 1960 (Luigi Nono), Regie: Christof Nel, Staatsoper Stuttgart
- 1996: Ode for St. Cécilia Day (Georg Friedrich Händel), Leitung: Antonio Plotino, St. Augustino Genua
- 1998: Fidelio (Ludwig van Beethoven), Regie: Martin Kušej, Staatsoper Stuttgart
- 1999: Das Verlobungsfest im Feenreiche (Johann Nestroy), Regie: Ulrike Ottinger für den Steirischen Herbst 1999, Graz
- 2000: Frau Schlemihl und ihre Schatten (Hans Neuenfels), Regie: Hans Neuenfels, Residenztheater, München
- 2000: Das Lebewohl (Elfriede Jelinek), Regie: Ulrike Ottinger, Berliner Ensemble
- 2001: Effi Briest (Iris ter Schiphorst und Helmut Oehring), Regie: Ulrike Ottinger, Bundeskunsthalle Bonn
- 2001: Neapel oder die Reise nach Stuttgart (Hans Neuenfels) und Meine Mutter (Georges Bataille), Regie: Hans Neuenfels, Staatstheater Stuttgart
- 2001: Parsifal (Richard Wagner), Halbszenische Aufführung, Leitung Claudio Abbado mit dem Berliner Philharmonischen Orchester
- 2001: Der Biblische Weg (Arnold Schönberg), Leitung: Hermann Beil, Wiener Festwochen
- 2004: Even if you return, Ulysses (Wladimir Tarassow nach Texten von Adonis , Borges, Dante, Homer, Müller, Ovid, Seghers), Regie: Wolfgang Storch, Pelerinages-Kunstfest Weimar
- 2005: Contrapuntos (mit Texten von Samuel Beckett und Jorges Luis Borges) in Sta. Eulalia del Rio, halbszenische Lesung mit Musik von Luis Milán (um 1502–1560) und Tomás Marco (* 1942)
- 2005: Mikrogramme-das kleine Welttheater (Robert Walser), Regie: Christian Bertram, Probebühne Cuvrystraße, Berlin
- 2008: Lebendes Geld (Pierre Klossowski), Regie: Christian Bertram, Max-Taut-Schule (Aula), Berlin
- 2008: Der Teufel mit den drei goldenen Haaren (nach Brüder Grimm), Regie: Martin Olbertz, Theaterkapelle Berlin
- 2009: Rosinen im Kopf (Ahrens/Ludwig), Regie: Thomas Ahrens, Grips-Theater Berlin
- 2010: Clarel-Reise im Heiligen Land (Herman Melville), Regie: Christian Bertram, Max-Taut-Schule (Aula), Berlin
- 2011: Heinrich von Kleist spielt Michael Kohlhaas (Spiel nach Heiner Müller), Regie: Annette Jahns, Societaetstheater Dresden

## Ausstellungen
- 2007/2008: „FILMKOSTÜME! Das Unternehmen Theaterkunst“, Deutsche Kinemathek – Museum für Film und Fernsehen, Berlin und Hamburg. Neben Exponaten aus den Sammlungen der Deutschen Kinemathek zeigte die Ausstellung Material von Kostümbildnerinnen wie Barbara Baum, Lucie Bates, Monika Jacobs, Gisela Storch-Pestalozza und Ingrid Zoré.[3]
- 2010: „Caroline de la Motte Fouqué-Chronistin der Moden“, Ausstellung Historische Kostüme, Kleist-Museum Frankfurt (Oder). Für die Schau fertigte Gisela Storch-Pestalozza nach historischen Abbildungen Kleider.[4]
- 2012: Asta-Nielsen-Woche, Hiddensee. Konzept und Realisierung: Gisela Storch-Pestalozza, Karola Gramann, Natalie Lettenewitsch.

## Nominierungen
- 1979 Best Costume Nominee der Academy of Science Fiction, Fantasy and Horror Films, USA für "Nosferatu – Phantom der Nacht"
- 1979 Best Production Design / Best Costume Nominee, Deutscher Filmpreis für "Nosferatu – Phantom der Nacht"
- 1985 Best Costume Nominee: The National Academy of Cable Programming, Award für „Forbidden“